# 5. Maj 1945 - 1. September 1945
5. Maj 1945 - 1. September 1945 er en dansk dokumentarisk optagelse.

## Handling
Optagelser af modstandsfolk, englændernes ankomst, tyskere på vej hjem og Frøslevlejren.